# James Paris Lee
James Paris Lee (09 de agosto de 1831 Hawick, Scottish Borders Escócia — 24 de fevereiro de 1904 (72 anos) Short Beach, Branford, EUA), foi um inventor e armeiro britânico, depois canadense e posteriormente americano, mais conhecido por inventar a ação e o carregador usados nas séries de rifles Lee–Metford e Lee–Enfield.